# Dänische Badminton-Mannschaftsmeisterschaft 2016/17
In der Dänischen Badminton-Mannschaftsmeisterschaft 2016/17 siegte im Finale Skovshoved IF.

## Vorrunde
| Platz | Team                   | Spiele | Siege | Score | Sätze | Punkte |
| ----- | ---------------------- | ------ | ----- | ----- | ----- | ------ |
| 1     | Skovshoved IF          | 9      | 8     | 39-15 | 86-39 | 24     |
| 2     | Vendsyssel BK          | 9      | 7     | 34-21 | 75-48 | 20     |
| 3     | Værløse BK             | 9      | 6     | 32-22 | 75-55 | 18     |
| 4     | Team Skælskør-Slagelse | 9      | 6     | 34-23 | 69-50 | 17     |
| 5     | Greve Strands BK       | 9      | 5     | 31-26 | 69-57 | 16     |
| 6     | Odense BK              | 9      | 4     | 27-28 | 60-65 | 13     |
| 7     | Solrød Strand BK       | 9      | 4     | 27-29 | 61-64 | 12     |
| 8     | Højbjerg BK            | 9      | 3     | 20-35 | 45-77 | 8      |
| 9     | Aarhus AB              | 9      | 2     | 21-33 | 49-71 | 6      |
| 10    | Ikast FS               | 9      | 0     | 11-44 | 29-92 | 1      |

## Spiel um Platz 3
Vendsyssel BK – Solrød Strand BK 5:1

## Finale
Skovshoved IF – Team Skælskør-Slagelse 4:3